# Antonio Carpenè
Antonio Carpenè (Brugnera, 17 agosto 1838 – Conegliano, 23 marzo 1902) è stato un chimico ed enologo italiano.

## Biografia
Si è occupato per tutta la vita degli studi applicati alla viticoltura e all'enologia, con particolare attenzione alle metodiche di spumantizzazione. 
Nel 1879 mise a punto la produzione industriale dell'enocianina in collaborazione con Enrico Comboni
Mazziniano, partecipò ad alcune importanti battaglie risorgimentali. Scienziato di spirito positivista e progressista ebbe contatti con Robert Koch e Louis Pasteur; quest'ultimo gli scrisse invitandolo ad approfondire le importanti ricerche sugli effetti dell'acido solforoso sui fermenti di vino e birra.
Si prodigò per il superamento dell'arretratezza agricola e per il rinnovamento degli antiquati sistemi di coltivazione della vite, in uso in quei tempi in Italia.
Diede un decisivo contributo alla formazione della Scuola enologica di Conegliano, la prima in Italia, fondata con Giovanni Battista Cerletti nel 1876 in base ai principi della Società enologica provinciale costituita nel 1868.
I comuni di Conegliano e Brugnera gli hanno intitolato una via. È sepolto nel cimitero di Conegliano.

## Opere
- 1867 - Nozioni teorico-pratiche di viticoltura e vinificazione, Treviso.
- 1874 - Dei recipienti vinari e del miglior modo di conservarli, Milano.
- 1874 - La vite ed il vino nella provincia di Treviso, Torino.
- 1876 - Cenni sopra i composti solforosi per la conservazione dei vini, Milano.
- 1878 - Sunto teorico-pratico di enologia, vinificazione, Torino.
- 1889 - Di un nuovo processo di determinazione dell'alcole nei vini ed in altri liquidi alcoolici, Conegliano.